# Schloss Hallwyl
Das Schloss Hallwyl [halˈviːl] ist eines der bedeutendsten Wasserschlösser der Schweiz und befindet sich auf zwei Inseln im Aabach, nahe dem nördlichen Ende des Hallwilersees auf dem Gebiet der Gemeinde Seengen. Seit 1925 ist es öffentlich zugänglich und seit 1994 im Besitz des Kantons Aargau und ist Teil des Museums Aargau.

## Geschichte
Im späten 12. Jahrhundert liessen die Herren von Hallwyl am Aabach, 700 Meter nördlich des Hallwilersees, einen Wohnturm errichten, der auf drei Seiten von einem Trockengraben umgeben war. Um 1265 wurde östlich des Wohnturms direkt am Bachufer ein Palas mit Vorratsräumen im Erdgeschoss und Wohnräumen im ersten und zweiten Obergeschoss errichtet. In der ersten Hälfte des 14. Jahrhunderts liess Johans I. von Hallwyl (1305–1348) die bescheidene Turmburg zur zweiteiligen befestigten Wasserburg ausbauen, indem im Sumpfland eine Insel aufgeschüttet wurde, die auf drei Seiten von einer Ringmauer und allseitig von einem Wassergraben umgeben war. Aus dieser Zeit stammt ein Rundturm, der heute noch erhalten ist.
1380 zerstörte ein Brand einen Teil des Palas, der danach wieder aufgebaut wurde. Bei der Eroberung des Aargaus durch die Eidgenossen im Jahr 1415 steckten Berner Truppen die Burg in Brand. Nur der Wohnturm und einige Räume im Palas der hinteren Burg blieben verschont. Im Anschluss daran wurde die Burg aber wieder auf- und ausgebaut; so erweiterte man 1420/25 den Palas auf der hinteren Insel nach Süden. Dietrich von Hallwyl (1462–1509) liess um 1500 an den Ostecken der Hinteren Insel Geschütztürme mit dicken Mauern, Schiessnischen und -scharten errichten. Um 1520 erfolgten weitere umfangreiche Umbauten, bei denen weitere Gebäude dazukamen.
Burkhard III. von Hallwyl (1535–1598) liess zwischen 1578 und 1590 die Burg zu einem repräsentativen Schloss ausbauen. Es entstanden Treppentürme, Fassaden wurden neu aufgebaut und der Festsaal im Hinteren Schloss erhielt seine heutige Form. Die ehemals wehrhafte Burg hatte nun die Gestalt eines repräsentativen spätgotischen Wohnschlosses. Die Schlossmühle, die seit dem 14. Jahrhundert bestand, wurde 1637 auf einer dritten Insel im Aabach errichtet. Um 1800 musste der Bergfried bis auf das unterste Stockwerk wegen Baufälligkeit abgetragen werden.
Hans Theodor von Hallwyl (1835–1909) liess zwischen 1871 und 1873 einige Gebäude im Stil der Neugotik umgestalten. Die Gründerkrise trieb den Bauherrn aber 1874 in den Konkurs. Sein Bruder Walther (1839–1921) kaufte ihm das Schloss ab, damit es weiterhin in Familienbesitz blieb. Da er jedoch in Stockholm lebte, blieb das Schloss drei Jahrzehnte lang ungenutzt. Walthers Ehefrau Wilhelmina von Hallwyl (1844–1930) gab 1910 eine umfassende Instandstellung in Auftrag. In den folgenden sechs Jahren nahm der Archäologe Nils Lithberg umfangreiche Untersuchungen vor, während der Architekt Anders Roland das Schloss in den mittelalterlichen Zustand zurückversetzte und dabei die neugotischen Umbauten rückgängig machte.
Nach dem Tode ihres Ehemannes rief Wilhelmina von Hallwyl 1925 die Hallwil-Stiftung ins Leben und machte das Schloss der Öffentlichkeit zugänglich. 1994 ging das Schloss als Schenkung an den Kanton Aargau über, der zwischen 1997 und 2004 eine dringend notwendige Gesamtsanierung durchführte.

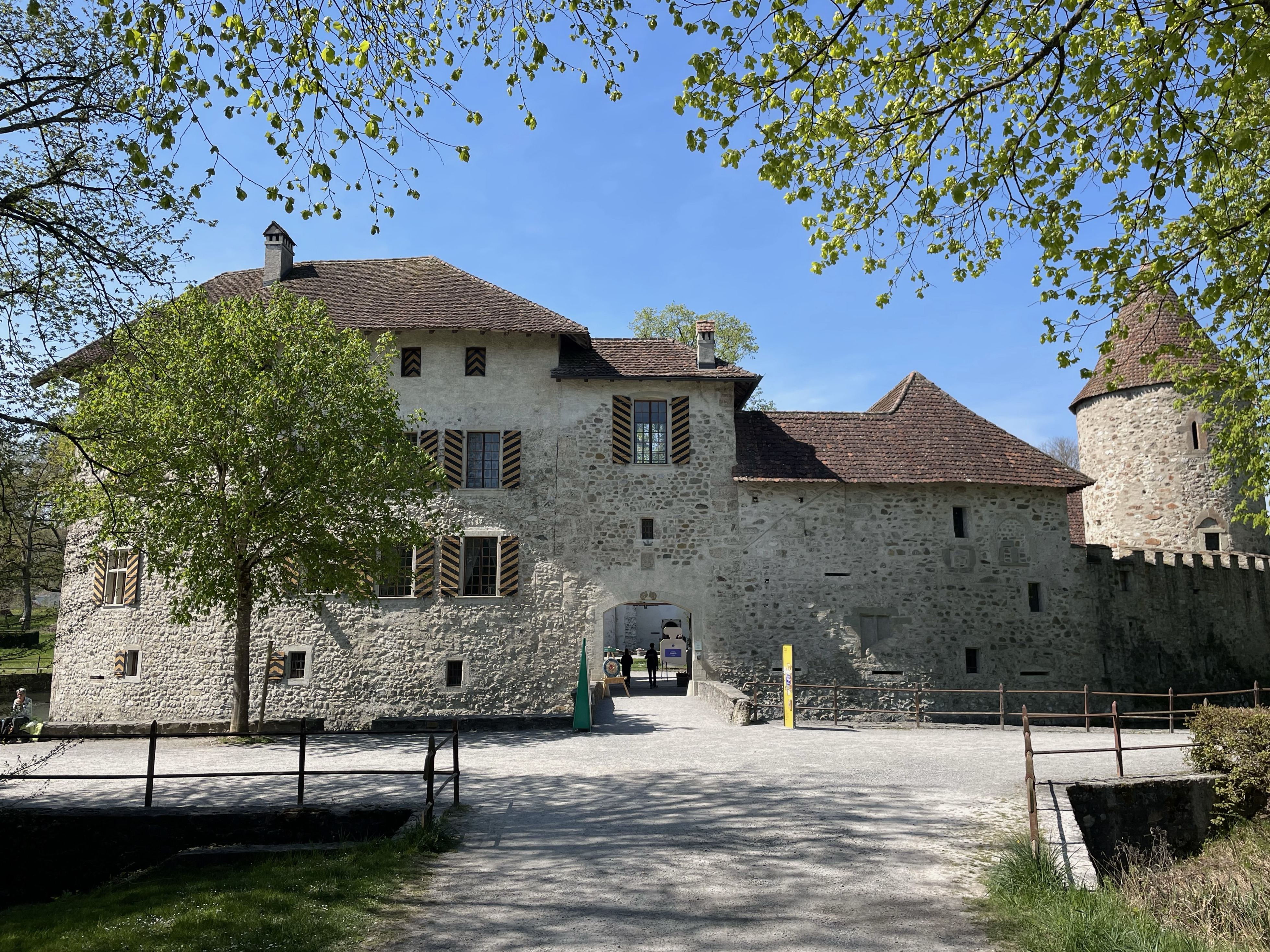
Eingang zur Anlage
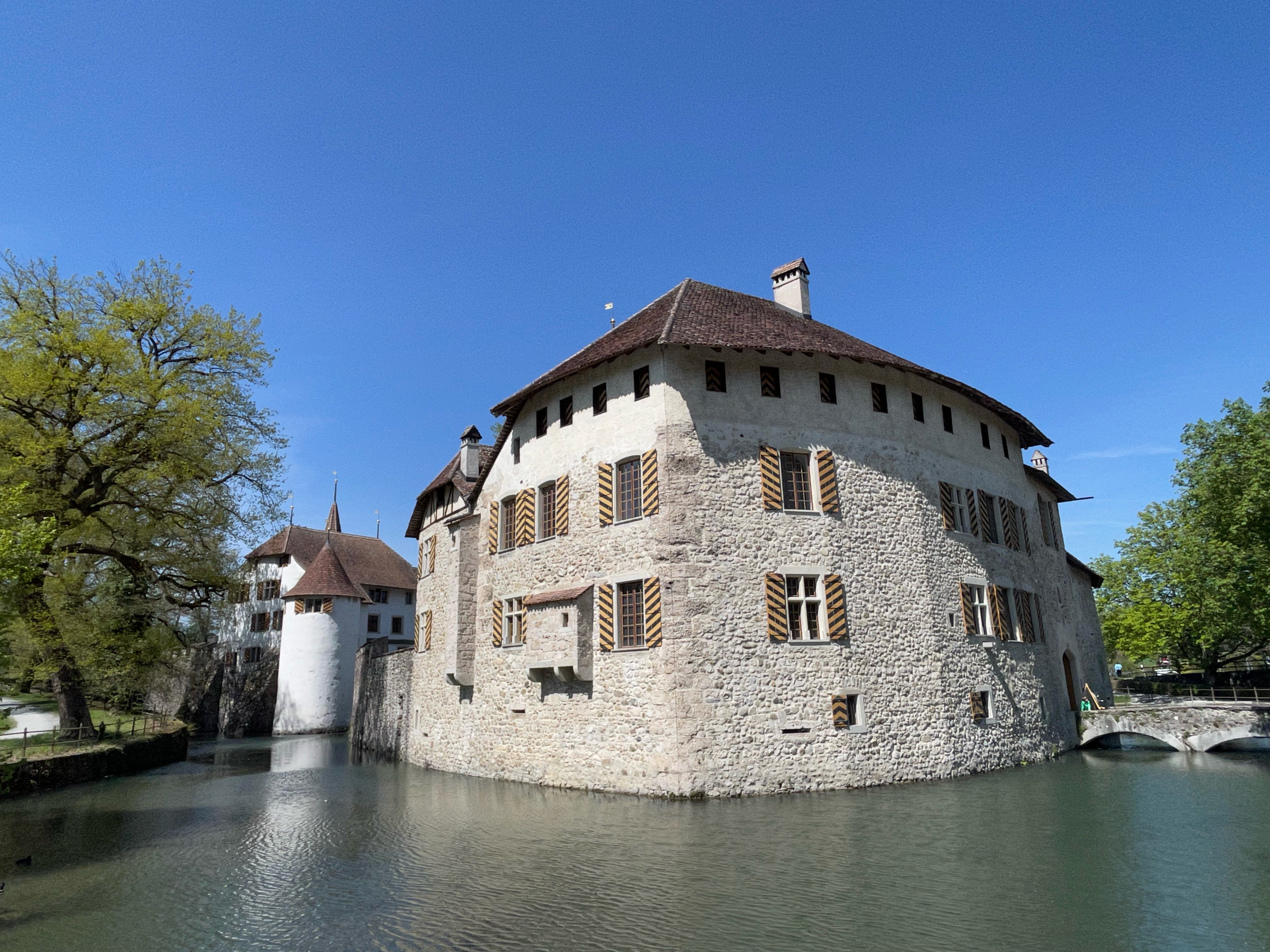
Wohnhaus der Vorderen Insel
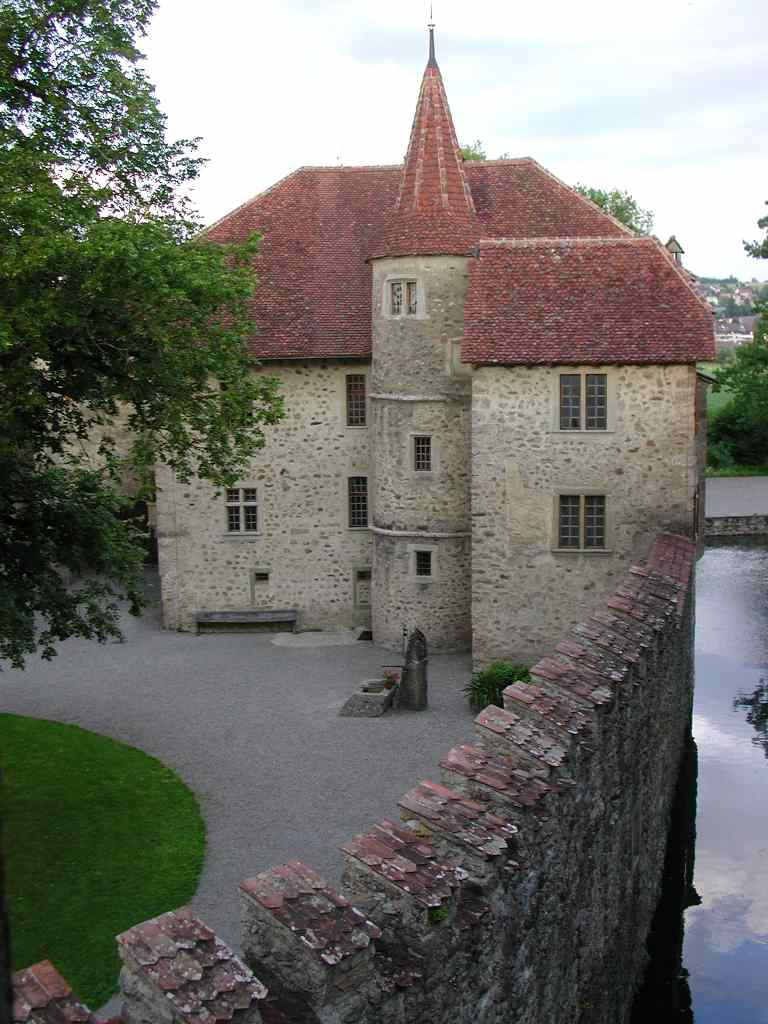
Wohnhaus und Innenhof
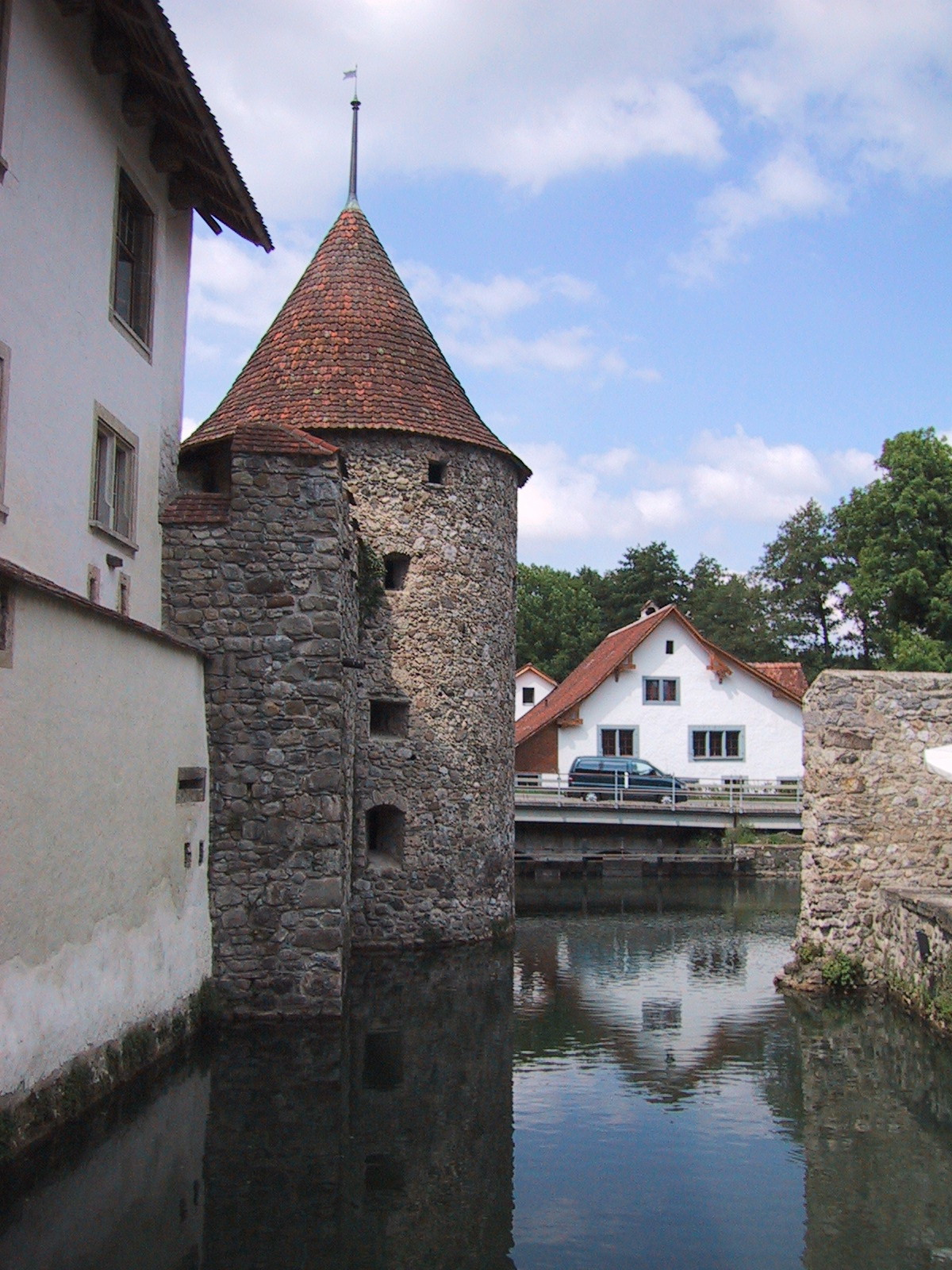
Palas mit Verliesturm, hinten die Schlossmühle
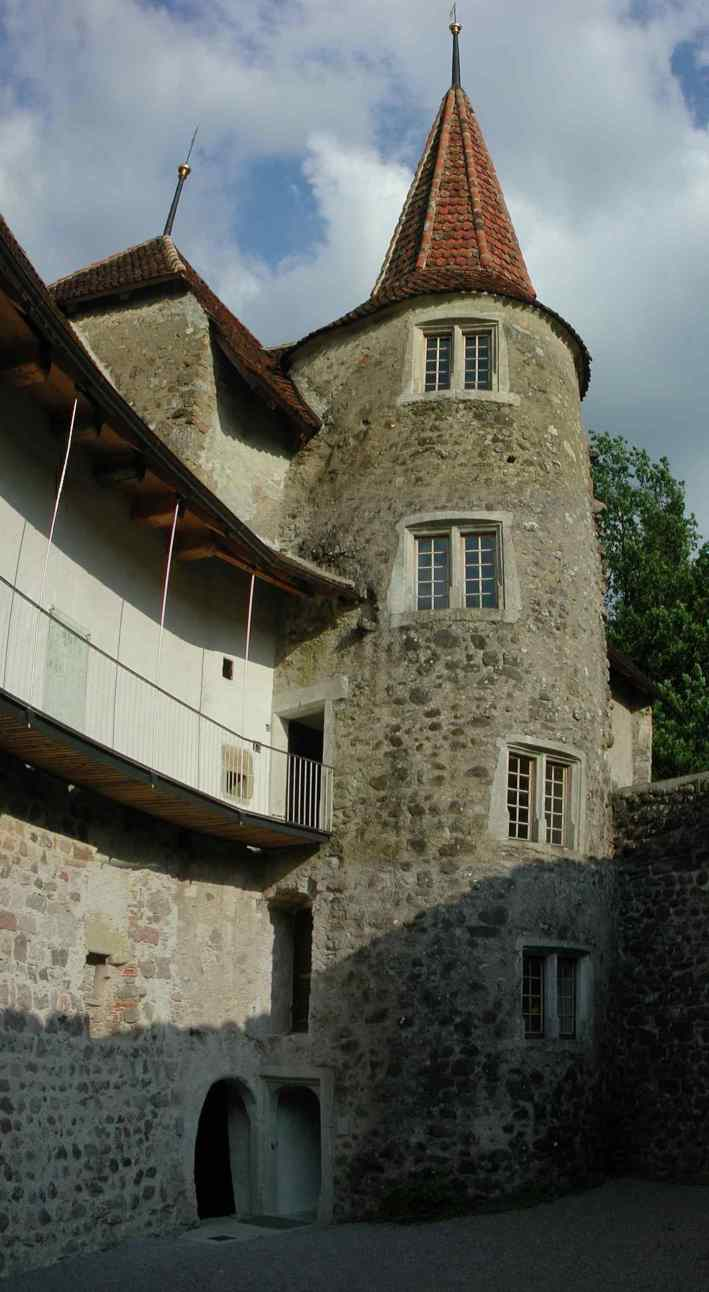
Palas mit Treppenturm

## Gebäude
Das Wasserschloss steht auf zwei Inseln, die von einem künstlich geschaffenen und zwei natürlichen Armen des Aabachs umflossen werden. Die Wassergräben sind gemauert. Der ältere Teil der Anlage liegt auf der westlichen Insel, der so genannten Hinteren Insel. Vom Bergfried, der aus unbehauenen Findlingen besteht, ist nur das unterste Stockwerk erhalten geblieben. Der Palas wird von drei Türmen flankiert: Der Treppenturm steht zwischen Bergfried und Palas, der Archivturm und der Verliesturm stehen am Wassergraben zwischen den beiden Inseln.
Die Hintere Insel ist nur über eine Brücke von der Vorderen Insel aus erreichbar, dem jüngeren Teil der Anlage. Um einen grossen Innenhof gruppieren sich vier Gebäude. An der Nordseite steht der ehemalige Stall, in dem heute ein Café untergebracht ist. Anschliessend an Efeuturm an der Nordostecke folgt auf der Ostseite das ehemalige Kornhaus. Es entstand 1520/21 als Ersatz für das abgebrannte Sesshaus und beinhaltet heute die Kasse, den Shop und eine Ausstellung. Das Wohnhaus an der Südostecke (mit angebautem Treppenturm) bildet den repräsentativsten Teil des Schlosses.

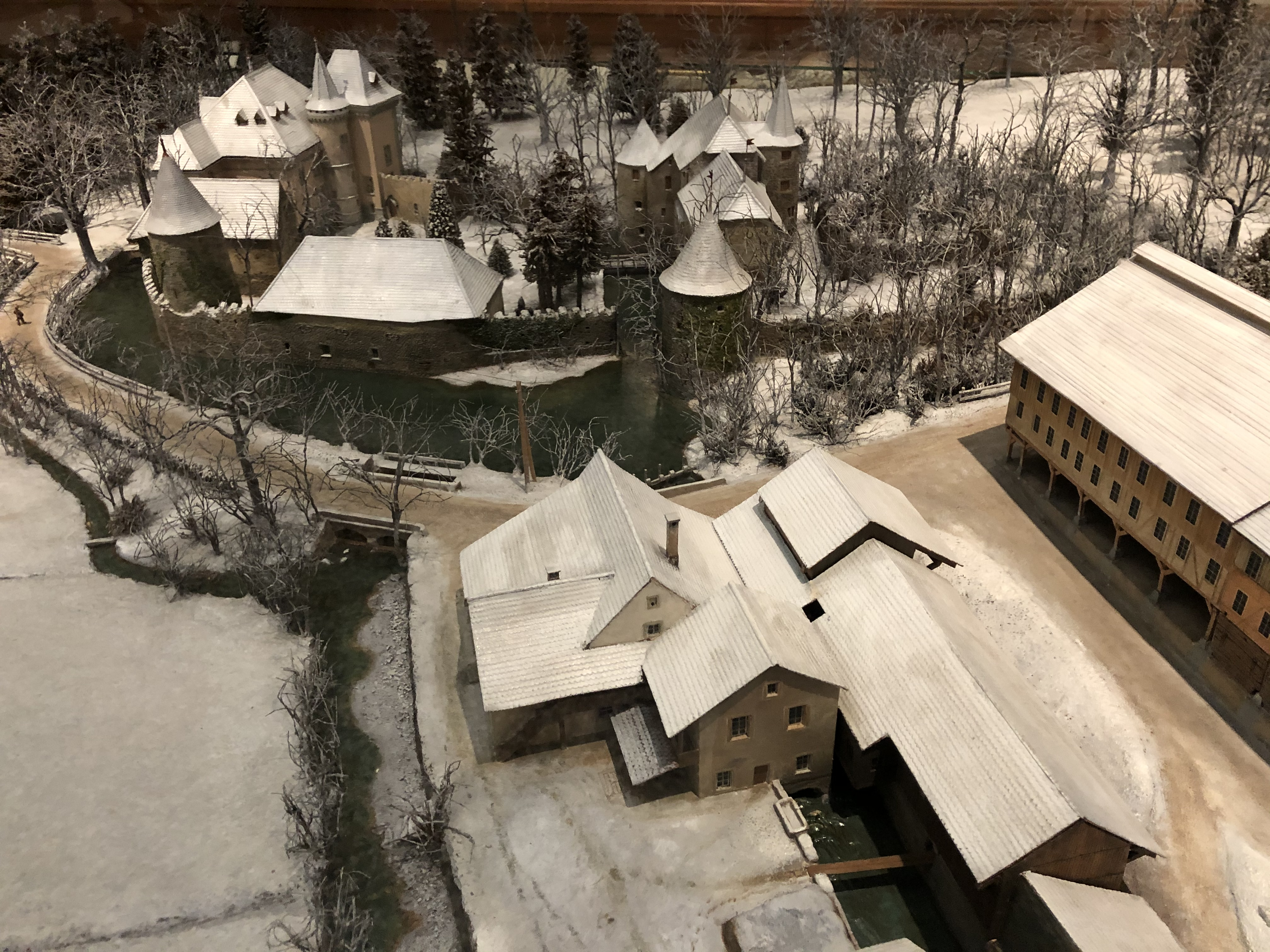
Winter 1905, vor der Restaurierung. Modell von Ingenieur F. Becker, erstellt im Auftrag von Frau Gräfin Wilhelmina von Hallwyl.
Seengen, Schloss Hallwyl, 1906
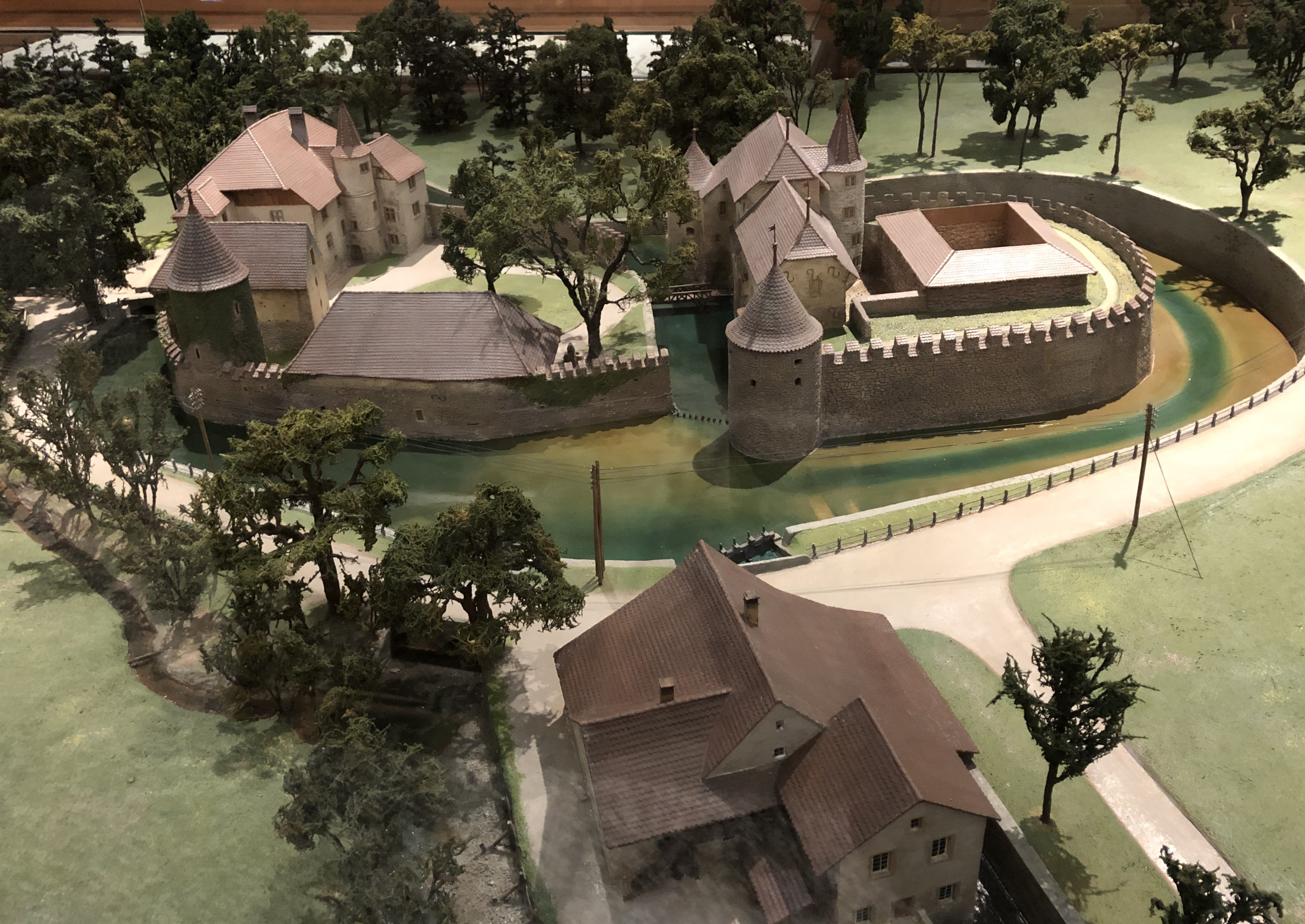
Sommer 1916, nach der Restaurierung
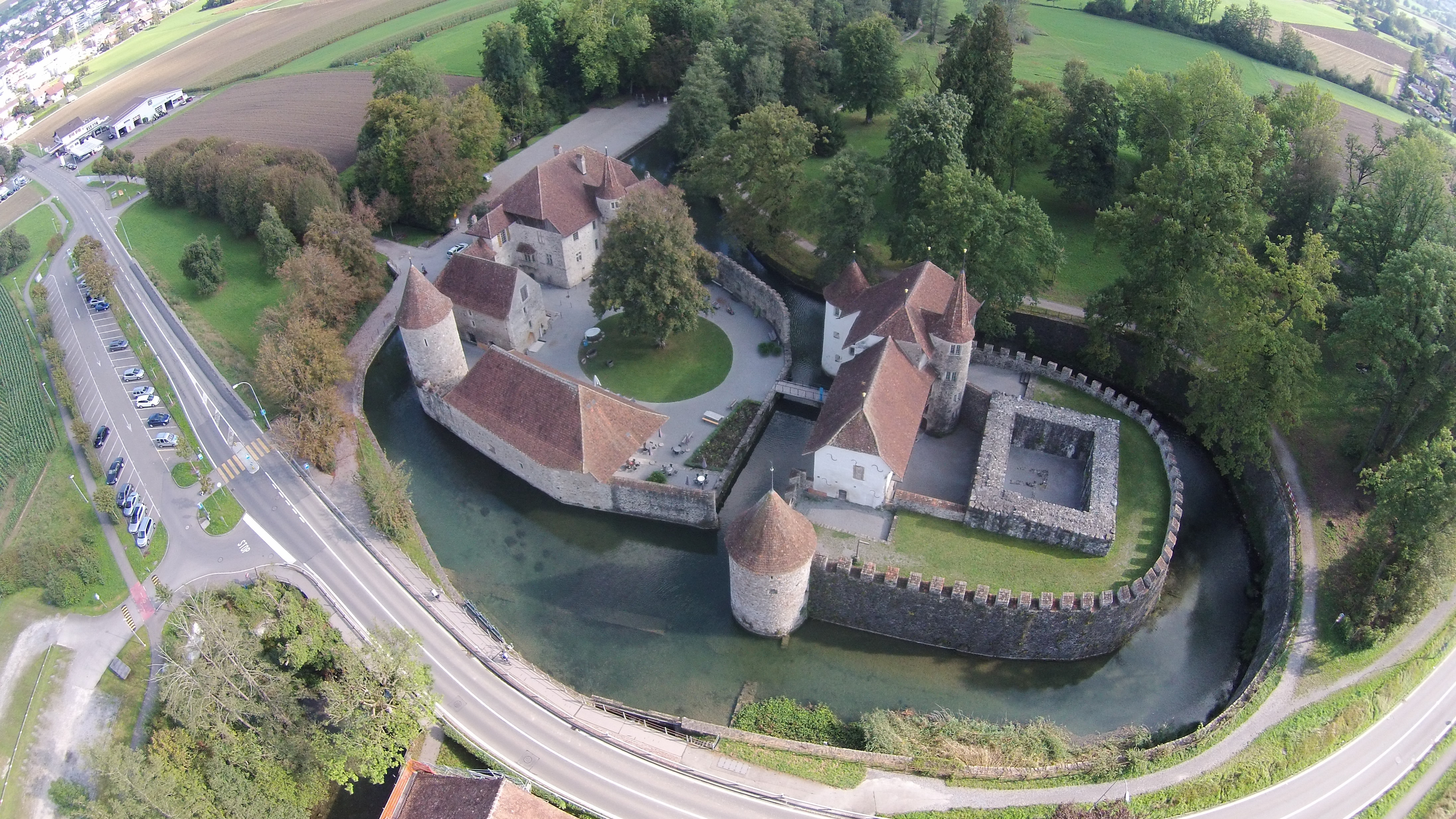
Schlossanlage 2014

## Besichtigung
Für Besucher geöffnet ist das Schloss jeweils Dienstag bis Sonntag und an allgemeinen Feiertagen vom 1. April bis 31. Oktober. Das Museum zeigt in elf Themenbereichen die Geschichte der Herren von Hallwyl und die Lebensweise der Schlossherren und der lokalen Bevölkerung in vergangenen Jahrhunderten.
Das Schloss liegt an der Hauptstrasse zwischen Seengen und Boniswil. An dieser befindet sich die Haltestelle «Schloss Hallwyl» des Regionalbusses Lenzburg. Die Busse der Linie 395 verkehren nach Lenzburg und Teufenthal. Die Haltestelle «Boniswil» der Seetalbahn zwischen Luzern bis Lenzburg ist 15 Gehminuten entfernt. Je nach Jahreszeit bietet sich die Möglichkeit einer Schiffsrundfahrt auf dem Hallwilersee mit Kursen der Schifffahrtsgesellschaft Hallwilersee, deren Anlegestelle «Seengen» in 10 Gehminuten erreichbar ist.

## Dohlenkolonie
Nach Angaben der Schweizerischen Vogelwarte Sempach lebt im Schloss Hallwyl die grösste Dohlen-Kolonie der Schweiz. Im Jahr 2015 zählte sie über 80 Brutpaare. Im Sommer 2006 hatte sich der Bestand nach einem Anschlag mit vergifteten Körnern um zwei Drittel reduziert, die Tat konnte nie aufgeklärt werden. Seither konnte sich der Bestand wieder erholen.